# Dileniáceas
A família das dileniáceas (Dilleniaceae), única família da ordem Dilleniales, possui 12 gêneros e entre 300 e 500 espécies, tem distribuição Pantropical dos quais seis gêneros ocorrem no neotrópico. Encontradas desde o México até o Paraguai, na América do Sul, na África e na Australásia, sendo esses os três maiores centros de diversidade. Apresentam-se de diversas formas como árvores, arbustos, subarbustos eretos ou escandentes, lianas (trepadeiras) lenhosas e, em algumas raras vezes, em forma de ervas. 
No Brasil são encontrados 6 gêneros (todos os gêneros neotrópicos), sendo aproximadamente 82 espécies   das quais as mais conhecidas são: lixeira (C. americana) e espécies do gênero Davilla Vand, ambas possuem propriedades fitoterápicas.Encontramos também a Dillenia indica,  nativa do sudeste asiático e inserida no Brasil.   

## Etimologia e história
Um botânico alemão nascido em Darmstadt no ano de 1684 chamado Johann Jacob Dillen (Dillenius) foi o responsável por encabeçar diversos estudos descrevendo novas espécies principalmente de musgos e cogumelos. Trabalhou na coleção de plantas de William Sherard, do qual o levou para a Inglaterra, introduzindo o em excursões científicas pelo interior inglês e também no País de Gales. Quando faleceu em 1728, Dillenius deixou uma enorme quantia em dinheiro para a Universidade de Oxford além de sua enorme coleção de livros e plantas.
Linnaeus dedicou-lhe a sua Crítica Botânica e nomeou o gênero Dillenia em sua homenagem.

## Morfologia
Árvores, arbustos ou cipós, raramente subarbustos ou ervas rizomatosas; Possuem revestimento esclerosado e/ou silicificado às vezes também com tricomas fasciculados; tricomas glandulares muito raros; Plantas sinóticas, ou raramente androdioicas e funcionalmente dióicas.

### Folhas
Suas folhas são dispostas em espiral, sendo raramente opostas; lâminas pecioladas ou incomumente sésseis, simples, raramente compostas; margens inteiras ou dentadas; venação cruzada, semicruzada, broquidódroma, ou eucamptódroma, frequentemente retos,com venação secundária paralela terminando nos dentes (quando presentes), e terciárias rigidamente percorridos; não possuem estípulas, mas o pecíolo às vezes possuem asas persistentes ou asas amplexicas caducas, e muitas vezes com uma ampla inserção

### Flores
Possui um terminal de inflorescências, axilares ou ramiflorosos, dos quais são determinados; frequentemente um tirsóide com inflorescências cincinadas ou parcialmente modificadas, com uma panícula ou mônada, às vezes um botrióide ou cinccino; pedicelos comumente com articulação apical. As flores variam de pequenas a muito grandes, actinomórficas ou (principalmente no androécio) monossimétricas, hipógenas ou muito raramente epígenas, sem néctar; receptáculo plano ou raramente cônico; sépalas com distribuição (3) 4-5 (-18), iguais a desiguais, tipicamente livres, vão de membranáceas a coriáceas, imbricadas (quincuncial quando 5), sempre persistente, ligeiramente ou substancialmente acrescente na fruta; pétalas com distribuição (2) 3–5 (–7), livres, elípticas ou obovadas, muitas vezes emarginadas, sendo tipicamente brancas ou amarelas, frequentemente embrulhadas em botão, imbricadas (quincuncial quando 5); estames entre (1 ou 3–) 5–400 (–900), às vezes parcialmente estaminodiais, tipicamente marcescente, livres ou às vezes filamentosos basais, quase totalmente  connados e normalmente agrupados em 1, 2, 3 ou 5 fascículos, raramente formando um tubo curto. Possuem anteras basifixas, ditecal e tetrasporangiados, variando de linear, oblongas a subglobulosas, com deicências via fendas longitudinais, fendas apicais, ou poros apicais; seu gineceu varia de apocárpico a, menos frequentemente, hemissíncarposo, de 1–10 (–20) carpelos dispostos em 1 verticilo (muito raramente 2 verticilos); estigmas puntiformes, óvulos com 1-80, anátropos a campilótropo, quando 1, apótropo, quando 1-2, 1 apótropo e 1 epítropo, ereto ou quando 4 ou mais, pleurótropo e sintrópico, bitegumentado, crassinucelado; placentação submarginal, em 2 (4, 6) fileiras verticais ou basais quando os óvulos 1–2.

### Fruto
O fruto possui comumente um folículo ou agregado de folículos ou indeiscente e cercado pelas sépalas carnudas e crescentes, possuindo de forma menos frequente uma cápsula carnuda, baga ou agregado de nutlets; seu arilo é carnoso, oleoso ou ceroso, funicular, raramente vestigial; o revestimento da semente possui tipicamente uma endotesta firmemente esclerotizada ou às vezes cutinizada; raphe curto; endosperma carnudo, oleoso ou às vezes também amiláceo, sendo este abundante; embrião em linha reta. 

## Relações filogenéticas
A família  Dilleniaceae tem um histórico incerto de classificação na árvore filogenética de angiospermas , apenas a partir de 2016 (APG IV) foi oficialmente considerada uma família da ordem Dilleniales, e localizada no grupo das core eudicots (eudicotiledôneas nucleadas/nucleares/centrais). São consideradas nesse grupo pois apresentam os ácidos gálico e elágico, além de que a hipótese aceita é de que ela tenha passado por um processo de  modificação do seu genoma, processo esse de certa forma "coletivo", que teria sido responsável pela maior diversidade morfológica e genética em Angiospermas, essas modificações surgiram há mais de 100 milhões de anos e cada estudo indica um ano diferente para tal. Dessa forma, as core eudicots são consideradas novas Angiospermas, por questão da idade de surgimento.
Nessa classificação temos que Dilleniales é uma ordem dentro de Pentapetalae, e que a maioria de suas flores são pentâmeras, além de apresentar características semelhantes no endosperma. Por apresenta características divergentes mesmo dentro de sua família sua classificação é complicada.
Foi em 2003, com a publicação do APG II que houve o reconhecimento das Dilleniaceae como família, mas, por nessa época não aceitarem a publicação de uma ordem com apenas uma família (ordem monotípica), ela não foi colocada em nenhuma ordem nem encaixada na filogenia de Angiosperma, mas muito se especulava sobre sua proximidade com Vitaceae . Há pesquisas relacionando Dilleniaceae com Caryophilalles e também Dilleniaceae com Vitaceae (e foi colocada a questão de Dillenaceae pertencer as Rosídeas já que possui estípulas).
Estudos mais recentes (2019) apontam uma relação mais próxima de Dilleniaceae com as Superrosídeas, mostrando que esses grupos seriam irmãos, com 91% de correlação entre os genes (bootstrap 91). Obviamente isso não necessariamente implica que todas as espécies entre Dilleniaceae e Superrosídeas  estejam 91% relacionadas, mas sim que, de acordo com as espécies utilizadas e a partir da análise do genoma dos cloroplastos  pode-se fazer essa constatação. 
De todo modo, ainda há estudos que correlacionam Dilleniaceae/Dilleniales como grupo irmão de Superasterídes , Caryophyllales, Berberidopsidales  , Superrosídeas e até de Gunnerales. Cada estudo capta uma análise diferente do genoma, uma analisa os genes dos cloroplastos, outras a perda de genes, uma das análises foi a a perda total do gene RPD2-D, outro ponto analisado é a presença de compitum (no caso de Dilleniaceae ele é extragineceal), que a depender do seu tipo (existem 3 classificações) pode ser considerado como característica de eudicotiledôneas basais, o que classificaria Dilleniales irmã de Gunnerales.
As características entre os gêneros de Dilleniaceae variam bastante, tanto que ela pode se apresentar de diferentes formas como arbustos, árvores ou lianas lenhosas, bem como apresentar de 1 a 900 estamos entre outras características morfológicas, afim de uma melhor analise, Horn (2009)  propôs uma classificação  a partir de análises moleculares dos plastídeos, e não apenas separando-as em gêneros por sua distribuição sendo ela Pantropical ou Neotropical.Nesse caso, os gêneros são separados em 4 subfamílias, uma delas a Delimoideae, com um único gênero, Tetracera L. (ca. 20 espécies), grupo irmão das outras subfamílias, sendo elas Doliocarpoideae ( gêneros de distribuição apenas Neotropical), com os gêneros Curatella, Davilla, Doliocarpus, Neodillenia e Pinzona; subfamília Dillenioideae, com os gêneros Acrotrema, Didesmandra, Dillenia, and Schumacheria, distribuídos pela Ásia e parte da Oceania e Hibbertioideae com espécies restritas á Oceania, com os gêneros Hibbertia, Adrastaea e Pachynema.
O gênero Schumacheria é considerado o mais "primitivo"/basal por conter características mais próximas das angiospermas basais do que das eudicotiledôneas nucleares.
Existe uma variação entre a vernação foliar em Dilleniaceae, com esse estudo de Horn foi comprovado que não verdade essa ampla variação se dá, na maioria das vezes, em Hibbertia, dessa forma, podemos considerar essa característica como derivada em Hibbertia enquanto que o alto nível de organização das nervuras nas folhas de Dilleniaceae é considerado uma plesiomorfia da família. 
Foi constatado um parafiletismo em Hibbertioideae, assim como em Dillenioideae.

## Gêneros
- Acrotrema Jack
- Curatella Loefl.
- Davilla Vand.
- Didesmandra Stapf
- Dillenia L.
- Doliocarpus Rol.
- Hibbertia Andrews
- Neodillenia Aymard
- Pachynema R. Br. ex DC.
- Pinzona Mart. & Zucc.
- Schumacheria Vahl
- Tetracera L.

### Gêneros encontrados no Brasil e o número de espécies no país
- Curatella Loefl., (gênero monoespecífico)
- Davilla Vand., 30 espécies
- Dillenia L. (é encontrada mas não é endêmica)
- Doliocarpus Rol., 34 espécies
- Neodillenia Aymard, uma espécie
- Pinzona Mart. & Zucc. (gênero monoespecífico)
- Tetracera L., com 15 espécies no país

## Distribuição Fitogeográfica

### Ocorrência mundial
Sua distribuição vai desde o Brasil até a Austrália, sempre presentes em locais úmidos ou estacionais, frequentemente em  florestas sempre-verdes, semideciduais e nas savanas. Na África continental há um único gênero da família, sendo este Tetracera, do qual é o único de ocorrência pantropical, sendo este gênero também presente no Cerrado Brasileiro. Dillenioideae possui distribuição de Madagascar até o Sri Lanka e o Sul e Leste da índia, ao sudeste da Ásia e do Pacífico (norte da Austrália e Fiji), sendo Schumacheria endêmica para o Sri Lanka. Doliocarpoideae, que possui 4-5 gêneros, possui um centro de diversidade no Brasil, sendo endêmicos para os neotrópicos. Hibbertioideae é a maior subfamília, possuindo provavelmente mais espécies que a família como um todo, sendo estas principalmente endêmicas da Austrália, com distribuição em Madagascar (1 spp.), Nova Caledônia (24 spp.), Fiji (1 spp.) e Nova Guiné (2 spp.). Esta família tem uma distribuição significativa no sul temperado da Austrália, e a região da Província Botânica do Sudoeste da Austrália se encontra como a região de maior riqueza de espécies desta subfamília, e talvez até de toda a família Dilleniaceae. Didesmandra é encontrada apenas em Sarawak, Borneo, e Acrotrema contém sete espécies endêmicas do Sri Lanka, uma espécie nos Ghats Ocidentais da Índia, e outra desde o sul da Tailândia e Mianmar ao norte de Sumatra.

### Ocorrência no Brasil
O grupo possui cinco gêneros e cerca de 40 espécies no Brasil. O gênero Curatella Linn, com apenas um representante, Curatella americana L., a famosa “Lixeira”, característico das savanas Neotropicais, possui ocorrência do sul do México até a Bolívia e São Paulo, no Brasil. Um dos gêneros mais diversificados desta família com cerca de 30 espécies Neotropicais de lianas é a Davilla Vandl., caracterizados como arbustos eretos ou escandentes, distribuídas desde o leste do México, até Bolívia e Paraguai, com centro de diversidade no nordeste brasileiro. Doliocarpus Roland, possui ampla distribuição Neotropical, com aproximadamente 45 espécies de lianas lenhosas, sendo distribuídas principalmente na região Amazônica, desde o leste do México até Paraguai e Brasil. Pinzona Mart. & Zucc., possui uma única espécie, Pinzona coriacea Mart. & Zucc., da qual é uma liana lenhosa das florestas amazônicas e América Central. Tetracera Linn., apresenta número vasto de lianas lenhosas de ocorrência pantropical, com espécies na Amazônia, como “cipó-d`água” e “orelha-de-onça” sendo alguns representantes deste grupo. Estudos recentes sobre as Dilleniáceas incluíram cinco gêneros e 80 espécies Neotropicais, desde então cerca de 30 novas espécies e um novo gênero foram adicionados a esta família, dentre elas destacamos Tetracera boomii da floresta de restinga e cerrado, descrita por Aymard. 
No Brasil, encontramos 36 espécies no domínio da Mata Atlântica, 31 na região Amazônica e 14 no Cerrado (região fitogeográfica típica para a família - o local que é mais abundante não mais rico em espécies-) 

## Relações ecológicas

### Polinização
As primeiras investigações sugeriram que os besouros eram os polinizadores primários de flores de espécies de Hibbertia, bem como a família Dilleniaceae como um todo. No entanto, trabalhos mais recentes indicam que suas flores são principalmente polinizadas por abelhas. 
Enquanto as flores aparentemente não possuem néctar, o pólen serve como única recompensa para os polinizadores. Em Dillenia spp. e Hibbertia spp. com anteras apicalmente porosas, as abelhas removem o pólen das anteras por meio de vibrações torácicas. Em Hibbertia, as abelhas às vezes também usam suas patas dianteiras para raspar o pólen dos poros das anteras. Existem na literatura quatro relações de polinizadores em Hibbertia que estão relacionadas com as diversas arquiteturas florais neste gênero. Desse modo, mesmo que em diferentes espécies de Hibbertia (H. fasciculata e H. stricta) abelhas da mesmo gênero são as responsáveis pela polinização, o pólen é depositado em lugares diferentes nos corpos das mesmas, dos quais são pegos por estigmas que interceptam as abelhas em locais apropriados de seus corpos. Por isso, variação na arquitetura floral entre espécies simpatricas de Hibbertia podem funcionar como uma espécie de mecanismo interespecífico de isolamento. Enquanto as abelhas das famílias Colletidae e Halictidae são aparentemente os polinizadores primários de Hibbertia spp., moscas comedoras de pólen da família Syrphidae podem ser polinizadores secundários em algumas espécies. Há relatos de flores com morfologia originalmente correlacionadas com dois modos de polinização (ambos envolvem polinização por zumbido por abelhas Xylocopa) em Dillenia spp. Observações da biologia da polinização de Dillenia spp. em habitats nativos também indicam visitação ou polinização por abelhas (Apis, Ceratina, Melipona e especialmente Xylocopa).

### 6.2 Fogo
Em alguns gêneros de Dilleniaceae, existem espécies que vivem em hábitats que possuem certa frequência de queimadas naturais, e por isso sua evolução foi pautada juntamente a esse fato. Por consequência, tais espécies possuem tronco com casca grossa resistente ao fogo, sendo exemplos de gêneros Davilla e Curatella. 

## Reprodução
As flores de Dilleniaceae, apesar de seu tamanho muito grande às vezes, possuem um período de antese curto. A hibridização de Hibbertia, e talvez em toda a família, se configura como um evento extremamente raro. Hibbertia hypericoides é protogínica, sendo esta e outras espécies do gênero autoférteis, embora a autogamia não pareça ocorrer aqui. A presença de dioicia funcional presente nas espécies neotropicais de Tetracera reforça a polinização cruzada. As flores de Hibbertia hirsuta normalmente possuem apenas um único estame e são provavelmente cleistogâmicas.

## Fisiologia e fitoquímica
Fitoquímica. Polifenóis são proeminentes e diversificados incluindo taninos hidrolisáveis e elagitaninos, já os alcalóides são raros. Quanto ao ácido betulínico, se acumula principalmente na casca, e parece ser uma característica regular da família. A diversidade de flavonóides é alta, e além dos agliconas e glicosídeos comuns, também foram encontrados alguns compostos O-metilados incomuns, alem de sulfato de flavonol, possuindo estes dois últimos uma associação próxima

## Usos
As folhas de C. americana são usadas popularmente para arear peças de alumínio como panelas e outros utensílios domésticos por serem abrasivas (por isso é conhecida como lixeira).
Estudos recentes analisam a segurança do uso de C. americana (lixeira) em tratamentos médicos,  já que é de conhecimento popular que o chá da casca da planta tinham efeito antioxidante, anti-inflamatório, cicatrizante, os estudos analisam os extratos das folhas e da casca como potenciais no tratamento de diabetes, artrite, hepatite, além de seu potencial como antifúngico e tratamento de outras comorbidades. 
O número de estudos sobre o tema ainda é baixo, mas por possuir diversos compostos fenólicos,terpenos, saponinas e outros compostos de intereses para a indústria farmacêutica, biológica e agrícola esse número tende a subir. 

Além disso, existem estudos promissores para o uso da espécie como bioindicadora  em regiões auríferas (área de jazidas), já que a planta apresentaria altos índices de ouro e prata em suas folhas quando está localizada próxima a essas regiões.